# Hermann Pál
Hermann Pál, idegen nyelvterületen Paul Hermann (Budapest, 1902. március 27. – 1944.) magyar gordonkaművész és zeneszerző.
Már tanulmányai ideje alatt sok helyen fellépett, nem csak az akadémia keretein belül. 16 évesen lendült fel a nemzetközi karrierje. Úgy érezte nincs szükség arra, hogy befejezze a tanulmányait.
Csellót és zeneszerzést tanított a Berlini Művészeti Egyetemen 1929 és 1934 között.
Mivel Berlinben változott a politikai légkör, főleg a zsidókat illetően, Brüsszelbe költözött. 1934-1937 között ott élt, majd később 1937 és 1939 között Párizsban és Dél-Franciaországban.
Vichy rezsimje alatt, 1944 februárjában Toulouse varosából a Drancy táborba deportálták, majd 1944. május 15-én a Balti-államokba küldtek, a nevezetes Drancy Convoy 73-on. Ezt követően senki nem hallott felőle.

## Élete
Zsidó családban született. A Liszt Ferenc Zeneakadémián tanult 1915-19 között, ahol tartós kapcsolatokat alakított ki tanáraival: Bartók Bélával és Kodály Zoltánnal, akik zeneszerzést tanítottak neki, Székely Zoltán hegedűművésszel valamint Frid Géza és Kraus Lili zongoraművészekkel.
A Liszt Ferenc Akadémián csellótanára Schiffer Adolf volt, zeneszerzésre Weiner Leó tanította, aki egyben a kamarazene tanára is volt.
Hermann, karrierjének hajnalán gyakran koncertezett Londonban a Graaf-Bach rezidencián megszállva. Egy történet ezekből az ott tartózkodásokból is megmaradt.
Hermann és Székely Zoltán, mindketten karrierjük csúcsán voltak, amikor 1928-ban a De Graaf rezidencia vendégeit szórakoztatták Az előadásukat követően Herman magára vonva a ház figyelmét, a csellójával kezében, azt játszva, hogy ő a táncpartnere, táncra perdült. A vendégek fergeteges tapssal jutalmazták, ám a művész elesett és csellója darabokra tört. De hogy a történetnek derűs legyen a vége, a házigazda, Jaap de Graaf kárpótlásul egy Gagliano csellót vásárolt Hermannak.
1929, Hollandia : Jaap de Graaf, arra ösztönzi unokahúgát, Ada Weevers-t, aki Amersfortban él, hogy menjen el Hermann amszterdami előadására.
A fiatalok egymásba szerettek, különböző kultúrájuk, vallásuk és nemzetiségük ellenére.
1930-ban Berlinbe költöznek, 1932-ben megszületik lányuk, Corrie Hermann.
Ada belefulladt az Északi Tengerbe.
Mivel Berlinben a politikai viszonyok felfokozódtak, és a zsidóknak egyre nehezebb lesz a helyzetük, Hermann úgy dönt, hogy a lányát és féltestvérét, aki nem zsidó, együtt Hollandiába küldi.
Hermann 34 és 37 között Brüsszelbe, majd 37-39 között Párizsba megy dolgozni, ahol álnéven rejtőzködik. Majd Dél-Franciaországban bújik meg egy farmon, Toulouse mellett, a Weever családnál. Itt 3 művet komponált zongorára énekre (Ophelia, La Centure, Dormeuse), valamint egy cselló szonátát. Az Ophelia művének múzsája, ugyanaz az Ophelia aki a Shakespeare Hamletjében is szerepel, akinek tragikus halála Hermannt felesége elvesztésére emlékezteti. 
Nagyon magányosnak érzi magát a farmon, hiszen feleségét elvesztette, lánya pedig mérföldekre van tőle. Elhagyta a farmot, mert tanítani és társaságba szeretett volna kerülni. Így talált rá vichyi náci rendőrség.
1944 tavaszán a Drancy koncentrációs táborba szállították. A híres 73-as Drancy konvojjal, ahol 1944. május 15-én látták utoljára.

## Művész és előadó
Gyakran adott szólóesteket és kamarazenészként a Magyar Vonósnégyessel, Székely Zoltán hegedűművésszel és másokkal is.
Sajnos ezekből a koncertekből rögzített felvétel nem maradt meg, csak műsorfüzetek.
Bernhard Herceg holland Kulturális Alapítványon belül létrehoztak egy Paul Hermann alapítványt az ő emlékére, amely a Liszt Ferenc Zeneakadémia fiatal ígéretes csellistáit támogatja ösztöndíjakkal.
Hermann mind emellett néhány darabot is szerzett, amelyek a nagyközönség számára is elérhetők.

## Művei

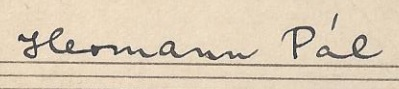
Hermann Pál aláírása

- Grand Duo, pour violon et violoncelle (1929–30)
- Duo pour violon et violoncelle (1920, dédié a Zoltán Székely)
- Trio à cordes (1921)
- Toccata, pour piano (1936)
- Quatre Épigrammes, pour piano (1934)
- Trois mélodies sur des textes d'Arthur Rimbaud et de Paul Valéry, extrait de Charmes (1934–39)
  - OphéliePaul van Gastel, tenor, Paolo Orlandi, piano
  - La Ceinture
  - La Dormeuse

## Felvételek
- 2000 Jahre Musik auf der Schallplatte : Haendel, Sonate en trio, HWV 382 ; Monteverdi, Lamento d'Arianna - Curt Sachs (dir.) (1930 körül, 78 tours Lindström AG/Odéon) OCLC 658239301